# Cistícola dorsigrisa
La cistícola dorsigrisa (Cisticola subruficapilla) és un petit ocell passeriforme. Aquesta cistícola és resident a la zona més meridional d'Angola, Namíbia i l'oest de Sud-àfrica.

## Hàbitat i distribució
La cistícola dorsigrisa es troba al sud de Namíbia i Sud-àfrica i és un ocell molt comú de fynbos costaners, arbustos del Karoo i zones herbades a les planures d'estuaris.

## Descripció
La cistícola dorsigrisa és un ocell petit, de 13 a 14 cm de llarg, vocal i de color apagat, amb una cresta de color vermell fosc i el vermellós. Té una franja vermellosa a l'ala plegada. El bec gris és curt i recte, i els peus i les potes són de color marró rosat. L'ull és marró clar.
Té un dors gris molt vetat de negre. Les parts inferiors són de color blanc grisenc. Tot i que les cistícoles poden ser molt semblants en plomatge, aquesta subespècie grisenca és força distintiva. La subespècie del nord té un dors marró molt ratllat amb les parts inferiors negres. És molt semblant a la cistícola ploranera (Cisticola lais), de l'est de Sud-àfrica, però aquesta espècie té les parts inferiors més càlides i no es superposa en la que habiten.
No presenta dimorfisme sexual si bé els ocells joves són de colors més apagats i amb la cara groga.
La crida és un suau prrrrt seguit d'un agut wheee phweee.

## Comportament
Construeix un niu en forma de bola amb una entrada lateral feta d'herba seca, teranyines i planta de feltre.
Sol veure's en parelles o individualment, revolant en un arbust o en l'herba de la base d'un arbre mentre busca insectes petits.

## Estat de conservació i estatus
Aquesta espècie comuna té una àmplia distribució amb una extensió estimada de 820.000 km². Es creu que el nombre d'individus és gran i no es creu que l'espècie s'acosti als llindars del criteri de disminució de la població de la Llista Vermella de la UICN (és a dir, que disminueixi més d'un 30% en deu anys o tres generacions). Per aquests motius, l'espècie s'avalua com a risc mínim.